# Còrax
Còrax (en llatí Corax, en grec antic Κόραξ, "Kórax") fou un sicilià que després de l'expulsió de Trasibul de Siracusa l'any 465 aC, va adquirir molta influència i poder degut als seus dots d'orador, i durant un temps considerable va ser la persona principal de la seva comunitat.
Degut al gran augment de judicis que va produir la caiguda del tirà i les reclamacions dels que volien recuperar les seves propietats, va prendre un nou impuls l'eloqüència judicial. Còrax es va preocupar d'estudiar els principis que regien l'oratòria, va obrir una escola de retòrica i va escriure un tractat anomenat Τέχνη ("Techné", ciència, coneixement), on explicava els principis de la retòrica, l'art que va sistematitzar, o en tot cas va ser el primer que va escriure sobre el tema. Se'l menciona habitualment amb el seu deixeble Tísies, i són considerats els fundadors de la retòrica. Va escriure altres obres que s'han perdut. S'ha suposat que l'obra Ῥητορικὴ πρὸς Ἀλέξανδρον (Retòrica per a Alexandre) que es troba entre les obres atribuïdes a Aristòtil, seria aquesta obra perduda de Còrax, però no hi ha prou arguments per defensar-ho.